# Geografia regional
Geografia Regional é o estudo das regiões ao redor do mundo na busca de compreender e definir as características únicas de uma região em particular, que consistem de elementos naturais e humanos. É dada atenção também à regionalização que cobre as técnicas de delineação do espaço em regiões. Uma das questões mais debatidas ao longo da história da geografia são as relações entre a geografia regional e a geografia geral, sendo que cada uma das grandes correntes de pensamento geográfico (tradicional, quantitativa, humanista e crítica) apresentaram propostas diferentes acerca das contribuições que cada um desses ramos deveria dar à produção de conhecimento geográfico. 
A geografia regional também é considerada uma abordagem do estudo das ciências geográficas (de forma semelhante à geografia quantitativa ou às geografias críticas). Essa abordagem era prevalescente durante a segunda metade do século XIX e a primeira metade do século XX também conhecida como o período do paradigma geográfico regional, quando a geografia regional tomou a posição central nas ciências geográficas. Foi posteriormente criticada por sua descritividade e a falta de teoria (geografia regional como abordagem empírica das ciências geográficas). Um criticismo massivo foi levantado contra essa abordagem nos anos 50 e durante a revolução quantitativa. Os principais críticos foram Kimble e Schaefer.
O paradigma da geografia regional teve impacto em muitas das ciências geográficas (como a geografia econômica regional ou a geomorfologia regional). A geografia regional ainda é ensinada em algumas universidades como o estudo das principais regiões do mundo, como a América do Norte e Latina, a Europa, a Ásia e seus países. Além disso, a noção de uma abordagem de cidade-regional ao estudo da geografia ganhou crédito no meio dos anos 90 depois dos trabalhos de pessoas como Saskia Sassen, apesar de ser também criticada, por exemplo por Peter Storper.
Geógrafos regionais notáveis foram Alfred Hettner, da Alemanha, com seu conceito de corologia, Vidal de la Blache, da França, com a abordagem possibilista (o possibilismo sendo uma noção mais leve do determinismo ambiental) e o geógrafo norte-americano Richard Hartshorne com seu conceito de diferenciação de áreas.
Alguns geógrafos tentaram também reintroduzir uma certa quantidade de regionalismo desde os anos 80. Isso envolveu uma complexa definição de regiões e suas interações com outras escalas.